# Park Narodowy Silent Valley
Park Narodowy Silent Valley – park narodowy, w stanie Kerala, w południowych Indiach.

## Charakterystyka parku
Park został stworzony dla ochrony ostatniego w Indiach obszaru dziewiczego lasu tropikalnego.

## Fauna
Na terenie parku występuje około 34 gatunków ssaków (m.in. lutungi nilgiryjskie, makaki lwie), 300 ptaków, 30 gadów i 500 motyli i ciem .